# 꿈의 라이브 프리즘스톤
《꿈의 라이브 프리즘스톤》(일본어: プリティーリズム・レインボーライブ 푸리티리즈무레인보라이부[*], 영어: Pretty Rhythm: Rainbow Live)는 타카라 토미와 신 소피아가 공동 개발한 일본의 아케이드 게임 《프리티 리듬》을 원작으로 하는 한일 공동제작 TV 애니메이션의 세 번째 시리즈이다. 전작 《프리티 리듬: 디어 마이 퓨처》에 이어, 2013년 4월 6일부터 2014년 3월 29일까지 TV 도쿄에서 방송되었다. 대한민국에서는 SBS, KNN, TBC, TJB, kbc, ubc, JTV, CJB, G1방송, JIBS에서 2014년 9월 1일부터 2015년 3월 3일까지 방영하였다.
Sevens Corde (7th, 세븐스 코디)
세븐스 코디는 프리즘의 빛이 위험할 때
러블리, 팝, 쿨, 섹시, 페미닌, 에스닉, 스타 타입의 전설의 의상을 말한다. 버전은 기본 버전부터 있고 기본 버전에서 진화를 하면 브릴리언트 버전, 브릴리언트 버전에서 궁극진화를 하면 플래티늄 스타일로 바꿔진다. 기본과 브릴리언트는 타입 전통의 컬러, 블랙, 소량의 화이트가 섞인 의상 스타일이며 플래티늄은 타입 전통의 컬러, 화이트, 소량의 블랙이 섞인 스타일이다. 타입 전통 컬러는 밑과 같다.
- 러블리 : 분홍
- 팝 : 파랑
- 쿨 : 보라
- 섹시 : 빨강
- 에스닉 : 녹색
- 페미닌 : 노랑
- 스타 : 하양

## 개요
일본의 타카라 토미와 신 소피아가 공동 개발한 여아용 리듬게임 프리티 리듬 시리즈를 원작으로 만들어진 TV애니메이션의 세 번째 시리즈이다. 하지만 전작인 〈프리티 리듬: 오로라 드림〉과 〈꿈의 보석 프리즘스톤〉이 하나의 이어진 내용으로 되어 있는 것과는 달리, 이 작품은 전혀 다른 세계관을 가지고 있으며 내용적인 측면에서는 접점이 사실상 없다. 그러나 설정의 측면에서는 유사한 점을 살펴볼 수 있는데, 피겨 스케이팅을 바탕으로 한 엔터테인먼트인 프리즘 쇼가 등장하고 프리즘 스톤을 사용하여 의상을 갈아입는다는 기본 설정이 그것이다. 또한 프리즘 스톤(Prism Stone)이나 디어 크라운(Dear Crown)같은, 전작에서 등장했던 패션 브랜드가 그대로 등장하고 있다. 〈꿈의 라이브 프리즘스톤〉이 가진 특징은 바로 피겨 스케이팅과 악기 연주가 결합된 프리즘 라이브(Prism Live)라는 기술을 보여주고 있다는 것이며 이것이 새롭게 바뀐 설정과 더불어 전작과 이 작품을 구분하는 요소가 된다. 그리고 이 작품 역시 〈꿈의 보석 프리즘스톤〉과 마찬가지로 한국의 동우A&E와 일본의 타츠노코 프로덕션의 공동제작으로 만들어졌다. 이때부터 스톤의 디자인이 '퓨어 스톤'으로 바뀌었다.(기존: 각진 스톤 → 꿈.라.프: 퓨어 스톤)

## 줄거리
평범한 중학생 '한나루'는 이것저것 꾸미는 것을 좋아하고 이야기를 지어내거나 그림을 그리는 데에 소질이 있는 소녀이다. 언젠가 유명 패션 브랜드 '디어크라운' 같은 가게에서 일하는 것이 꿈인 나루는, 학교에서 요구하는 직업체험학습을 위한 일자리를 알아보다가 우연히 새로 문을 열게 된 브랜드 '프리즘스톤'에서 중학생 점장을 모집한다는 광고를 보고 지원하게 된다. 그런데 면접 때 프리즘 쇼 심사도 한다는 것을 몰랐던 나루는 면접장에서 당황하게 된다. 하지만 나루는 면접 보기 직전에 만난 정체불명의 생명체 '러블린'과, 어딘가에서 들려오는 목소리의 도움을 받아 신기술 '프리즘 라이브'를 성공시키면서 프리즘스톤의 점장으로 뽑히게 된다. 이후 나루는 열정이 넘치는 소녀 '김아람', 왠지 모르게 차갑고 외로워 보이는 소녀 '강이음', 프리즘스톤의 매니저 '소피아 정(모모)'과 DJ. COO, 그리고 정체를 알 수 없는 의문의 소녀 '린네'와 함께 프리즘스톤 가게를 이끌어 나간다. 한편 나루와 같은 날 면접을 보러 왔다가 떨어진 에델로즈 최고의 프리즘 메이츠 '류빈'은 그날 이후 나루에게 경쟁 의식을 느끼고 '채우리', '송온유' 등과 함께 프리즘스톤 아이들을 견제하려 한다. 나루와 친구들은 처음에는 단지 학교생활의 필요나 개인적인 흥미에 의해서 일에 지원했던 것 뿐이지만, 여러 사건을 겪으며 조금씩 하나의 목표를 가지고 프리즘 쇼에 임하게 되는데...

## 등장 인물

### 해피레인 (HAPPY RAIN)
직업체험학습 활동을 계기로 프리즘스톤 가게에서 일하게 된 한나루, 김아람, 강이음이 결성한 그룹이다. 당초에는 가게 홍보를 위해 프리즘스톤(Prism Stone)이라는 이름으로 활동하였으나 26회부터 해피레인(Happy RAIN)이라는 이름으로 활동하게 된다. 해피레인이라는 이름은 그들의 첫 노래인 〈쏟아지는 HAPPY!〉 가사의 "비가 내리지 않으면 무지개도 없다"라는 주제의식에서 가져온 것으로, '모두에게 행복을 가져다 주는 비'라는 뜻이다. 이름의 RAIN은 한나루(N), 김아람(A), 강이음(I), 그리고 린네(R) 이름의 영문 앞글자를 딴 것으로 이음이 제안한 것이고, 앞에 '해피'를 붙이는 것은 나루가 제안한 것이다.
- 아야세 나루 (彩瀬なる)/한나루

- 성우 : 카토 에미리/김현지
- 나이 : 15세
- 색/스톤 :      분홍/러블리
- 악기: 기타
- 마이송 : 〈해피나루송〉
- 페어펫 : 러블린
- 주요 코디 : 드리밍 하모니 코디, 해피레인♪ 큐트 코디, 마제스틱 레이디 코디, 해피나루 아기 오리 코디, 댄싱 퀸 코디, 마칭 코디, 러블리 세븐스 코디 (노멀 → 브릴리언트 → 플래티늄) 스타일
음악의 색깔을 볼 수 있는 소녀로 항상 행복에 가득 차 있다. 학교에서 요구하는 직업체험학습을 위해 프리즘스톤의 점장 자리에 지원했다가 우연히 프리즘 라이브라는 신기술을 성공시키고 점장 자리를 차지하게 된다. 기분이 좋으면 "해피나루"라고 말하는 말버릇이 있다.
- 후쿠하라 안 (福原あん)/김아람

- 성우 : 세리자와 유우/박신희
- 나이 : 15세
- 색/스톤 :      파랑/팝
- 악기 : 드럼
- 마이송 : 〈Sweet Time Cooking Magic〉
- 페어펫 : 팝픈
- 주요 코디 : 스카이 멜로디 코디, 해피레인♪ 아쿠아 코디, 마제스틱 버론 코디, 코스믹 애시메트리 코디, 마칭 스트라이프 코디, 팝 세븐스 코디 (노멀 → 브릴리언트 → 플래티늄) 스타일
음악의 맛을 느낄 수 있는 소녀로 과자나 빵과 같이 달콤한 음식을 좋아하며 실제로 잘 만들기도 한다. 장래희망이 파티시에지만 한과 만드는 일을 가업으로 삼은 집안의 딸이기 때문에, 가업을 잇기를 바라는 아버지와 진로 문제를 두고 자주 대립한다.
- 스즈노 이토 (涼野いと)/강이음

- 성우 : 코마츠 미카코/안영미
- 나이 : 15세
- 색/스톤 :      보라/쿨
- 악기: 키보드 (악기)
- 마이송 : 〈BT 37.5〉
- 페어펫 : 쿠른
- 주요 코디 : 바이올렛 녹턴 코디, 해피레인♪ 베리 코디, 마제스틱 버론 코디, 로열 매니시 코디, 마칭 클래식 코디, 쿨 세븐스 코디 (노멀 → 브릴리언트 → 플래티늄) 스타일
음악의 열기를 느낄 수 있는 소녀로 나이에 비해 어른스럽지만 약간 도도하고 냉정한 성격을 가지고 있다. 과거에 유명한 기타리스트였던 아버지의 재능을 물려받았기 때문인지 여러 종류의 악기, 특히 피아노를 잘 다룰 줄 알며 작곡도 할 수 있다. 사정상 어머니, 남동생과 떨어져 아버지와 단 둘이 살고 있지만 가족을 사랑하는 따뜻한 마음을 지니고 있으며 헤어져버린 가족이 언젠가 다시 같이 모여 살게 되기를 바라고 있다.

### 벨로즈 (Bell Rose)
에델로즈 최고의 프리즘 쇼 실력자인 류빈, 채우리, 송온유가 결성한 그룹으로서 당초에는 '에델로즈 S팀'이라는 이름으로 대회 등에 참가했으나 25회부터 채우리의 제안으로 벨로즈(Bell Rose)라는 팀명을 사용하게 되었다. 이름의 의미는 '아름다운 장미'라는 뜻이다. 세 사람이 겉보기에는 단지 최고의 실력자들을 모아 놓은 집단 정도로 보이지만, 실은 모두 오랜 친구로서 깊은 우정을 가지고 있으며 여러 사연을 간직하고 있다.
- 렌죠지 베루 (蓮城寺べる)/류빈

- 성우 : 토마츠 하루카/배정미
- 나이 : 15세
- 색/스톤 :      빨강/섹시
- 악기 : 바이올린
- 마이송 : 〈Get Music〉
- 페어펫 : 세시니
- 주요 코디 : 벨로즈 와인 레드 코디, 이노센트 트루 러브 코디, 뷰티풀 페더 코디, 섹시 세븐스 코디 (노멀 → 브릴리언트 → 플래티늄) 스타일
에델로즈 최고의 실력을 갖춘 프리즘 연습생으로 신비의 뒤를 이을 프리즘 스타가 될 것이라는 평가를 받을 정도로 최고의 실력을 갖춘 만큼 거의 모든 면에서 완벽함에 가깝지만 도도하고 똑부러져 보이는 겉모습 뒤에 약간은 매서운 모습도 감추고 있다. 자신을 밀어내고 프리즘스톤의 점장이 된 한나루에게 경쟁의식을 느끼며 항상 송온유, 채우리와 함께 다닌다.정말 장미같은 성격이다. 친구에게는 한없이 따듯하지만 남에게는 아주 날카롭다.
- 모리조노 와카나 (森園わかな)/채우리

- 성우: 우치다 마아야/배주영
- 나이: 15세
- 색/스톤 :      녹색/에스닉
- 악기 : 마림바
- 마이송 : 〈Blowin' in the Mind〉
- 페어펫 : 에스니
- 주요 코디 : 벨로즈 스파크 그린 코디, 이노센트 호프 코디, 코스믹 차이나 코디, 에스닉 세븐스 코디 (노멀 → 브릴리언트 → 플래티늄) 스타일
에델로즈 두 번째의 실력을 지닌 연습생으로 장난기가 많고 스톤을 사용해서 주변 사람들의 운세를 점쳐 주기도 한다. 류빈과는 온유보다도 오래 된 친구 사이이며 빈을 여러 면에서 챙겨주고 있다. 그리고 아람을 예전부터 알고 있었던 듯하며 어떤 이유에서인지 마음에 안 들어하는 것 같다. 말끝마다 고양이처럼 "냥냥" 거리며 점을 칠때마다 "맞아도 그만! 안 맞아도 그만!"이라는 말버릇이 있다.
- 타카나시 오토하 (小鳥遊おとは)/송온유

- 성우 : 고토 사오리/서지연
- 나이 : 15세
- 색/스톤 :      노랑/페미닌
- 악기 : 색소폰
- 마이송 : 〈Vanity♥Colon〉
- 페어펫 : 페미니
- 주요 코디 : 벨로즈 실키 옐로 코디, 이노센트 프렌드십 코디, 로열 메르헨 코디, 페미닌 세븐스 코디 (노멀 → 브릴리언트 → 플래티늄) 스타일
여성스럽고 상냥한 성격의 소유자로 홍차를 비롯한 여러 종류의 차를 잘 끓일 수 있으며, 에델로즈 입학 오디션을 볼 때 빈에게 신세를 진 일이 있기 때문에 항상 빈에게 잘 해주려 하지만 얼핏 보기에 빈에게 쩔쩔매는 것처럼 보이기도 하다. 매사에 쭈뼛쭈뼛거리고 항상 미안하다는 말을 입에 달고 살지만 정작 무대 위로 올라서면 좌중을 압도하는 실력을 보여준다. 기분이 좋으면 "메르헨(märchen)"이라고 하는 말버릇이 있다.

### 그 외 프리즘 스타
- 린네 (りんね)

- 성우 : 사쿠라 아야네/서지연, 노래 : 김현지 (gift), 김현진 (Sevendays Love, Sevendays Friend))
- 색/스톤 :      하양/스타
- 악기 : 기타
- 마이송 : 〈Gift〉
- 페어펫 : 스탄
- 주요 코디 : 레인보우 웨딩 코디, 레디언트 레인보우 코디
나루가 프리즘스톤의 점장 면접을 볼 때 홀연히 나타나 4연속 프리즘 점프를 뛴 신비의 소녀. 프리즘스톤 가게에서 계속 지내고 있지만 정체가 무엇인지 제대로 아는 사람은 소피아와 DJ.COO 말고는 없는 듯하다. 평소에는 조용조용하며 말수가 거의 없고 어딘지 얼이 빠져 있는 것 같지만 프리즘 쇼에 서게 되면 환상적인 무대를 보여준다. 일본판 한정 '이바라 린네 (荊 りんね)'라는 가명을 쓴다.
- 아모 쥬네 (天羽ジュネ)/신비

- 성우 : 시시도 루미/박신희
- 색/스톤 :      하양/스타
- 마이송 : 〈Nth Color〉
- 페어펫 : 스탄
- 주요 코디 : 나이트 드림 코디, 스타 세븐스 코디 플래티늄 스타일
4연속 점프에 성공한 현존하는 최고의 프리즘스타로 인기 브랜드 디어크라운의 프로듀서이기도 하지만, 지금은 프리즘쇼 세계의 현실에 염증을 느껴 프리즘 쇼를 하지 않고 있다. 모두의 동경과 사랑을 한 몸에 받고 있지만 자세한 사항에 관해서는 전혀 알려진 바가 없다.

### 프리즘스톤 (Prism Stone)
패션 상품, 디저트 판매와 메이크업, 그리고 프리즘 쇼 공연을 주된 일로 하는 곳이다. 소피아 정이 사장을 맡고 있으며 점장은 한나루이고 매니저는 DJ.COO, 점원으로는 김아람과 강이음이 있다. 해피레인은 본래 이곳 소속이었으나 마지막화에서 프리즘스톤을 졸업하게 된다.
- DJ. COO

- 성우 : 모리쿠보 쇼타로/사성웅
- 마이송 : 〈EZ DO DANCE〉
그의 본명은 쿠로카와 레이 (黒川 冷)/구준혁으로 프리즘스톤 가게의 매니저이자 DJ로서 프리즘스톤 공연장에서 여는 프리즘 쇼의 사회를 맡고 있으며 가게의 일을 돕고 있다. 기계를 만들고 다루는 실력이 수준급이며, 유쾌한 성격으로 언제나 늘 주위를 즐겁게 하는데 그 중에서도 대표적인 것은 출장공연을 위해 사용하는 프리즘 트레일러는 그의 작품이다. 기분이 좋으면 "쿨(COOL)"이라고 외치는 버릇이 있다. TRF의 멤버 DJ. COO를 모티브했다.
- 모모

-성우 : 코지로 치에/이선호
프리즘 월드에서 온 마스코트로 항상 말끝마다 '모모'를 붙이는 습관이 있다. 펭귄을 닮은 의문의 생명체로서 자기가 프리즘스톤 가게의 진짜 사장이라고 주장하는데, 케이크를 굉장히 좋아하며 뛰어난 디자인 실력을 지니고 있다. 인간 모습일 때는 '이바라 치사토 (荊 千里)/소피아 정'이라는 가명을 쓴다.

### 페어토모/페어펫
- 러브링 (ラブリン)/러블린

- 성우 : 에나포/김현지
한나루 (아야세 나루)의 페어펫이다. 착하고 느긋한 성격으로 나루를 닮아 귀여운 것을 정말 좋아한다.
- 폽픈 (ポップン)/팝픈

- 성우 : 하라 사유리/박신희
김아람 (후쿠하라 안)의 페어펫이다. 활발한 성격으로 장난꾸러기 먹보이지만 아람이가 만들어준 쿠키를 가장 좋아한다.
- 쿠룽 (クルン)/쿠른

- 성우 : 야마모토 노조미/안영미
강이음 (스즈노 이토)의 페어펫이다. 쿨한 성격으로 가장 어른스럽지만, 이음이와는 달리 간혹 눈물을 보일 때도 있다.
- 페미니 (フェミニ)

- 성우 : 하라 사유리/서지연
송온유 (타카나시 오토하)의 페어펫이다. 기가 약하고 겁이 많으며 언제나 부들부들 떨고 있어서 주위를 안타깝게 하곤 한다.
- 에스니 (エスニ)

- 성우 : 에나포/배주영
채우리 (모리조노 와카나)의 페어펫이다. 빈둥거리는 것을 좋아하고 장난기가 많으며, 주변 친구들의 점을 봐주기도 한다.
- 세시니 (セシニ)

- 성우 : 야마모토 노조미/배정미
류빈 (렌죠지 베루)의 페어펫이다. 우아한 여왕님 스타일로 금방 사랑에 빠지는 경향이 있다.
- 스탄 (スタン)

- 성우 : 이토 카나에/박신희
신비 (아모 쥬네)의 페어펫이다. 반짝반짝 빛을 내뿜으며 언제나 신비주의한 성격이다.

### Over The Rainbow
마지막화에서 도하, 시우, 세찬이 결성한 남자 프리즘 스타 그룹.
- 하야미 히로 (速水 ヒロ)/신도하

- 성우 : 마에노 토모아키/엄상현
- 마이송 : 〈Pride〉
에델로즈에 소속되어 있는 아이돌이자 인기절정의 남자 프리즘 연습생으로 타고난 끼와 실력은 물론이고 출중한 외모로 여성들의 마음을 사로잡고 있다. 모든 것을 갖춘 백마 탄 왕자의 모습을 하고 있지만, 사실 성공을 위해서라면 물불을 가리지 않는 무서운 면도 가지고 있다. 시우를 마음에 들어하지 않으며 시우가 지은 노래를 빼앗으려 하고 있다.
- 미하마 코우지 (神浜 コウジ)/은시우

- 성우 : 카키하라 테츠야/남도형
- 마이송 : 〈Reboot〉
강이음의 집 바로 옆 건물에 살고 있는 소년으로 싱어송라이터이며 은선우의 아들이다. 작곡에 재능이 있지만 자기가 만든 노래에 대한 안 좋은 경험 때문에 자기의 노래를 아무에게나 들려주거나 주려고 하지 않고 항상 옥상 위에서 혼자 노래 연습을 한다. 온화하고 조용한 성격이지만, 음악에 대한 열정만큼은 그 어느 누구에게도 뒤지지 않는다.
- 니시나 카즈키 (仁科 カヅキ)/윤세찬

- 성우 : 마스다 토시키/이원찬
- 마이송 : 〈Freedom〉
고등학교에 올라가기 전에 김아람과 같은 동아리에 있었던 선배로 지금은 길거리 프리즘 쇼를 즐기고 있으며 자유분방하고 매사에 긍정적이면서 의리가 있는 소년으로 아람이의 정신적 지주가 되어 준다. 간판가게를 운영하시는 부모님의 영향으로 그림실력 또한 뛰어나며, 은시우와는 어렸을 적부터 친한 소꿉친구 사이이다.

### 에델로즈 (Edel Rose)
프리즘스타를 양성하기 위해 만들어진 일종의 프리즘스타 사관학교 같은 곳으로서, 수많은 연습생들이 프리즘스타 데뷔를 위해 프리즘쇼 실력을 갈고닦는 곳이다. 전설의 프리즘스타 신비도 이곳 출신으로 알려져 있다.
- 노리즈키 진 (法月 仁)/마성진

- 성우 : 미키 신이치로/사성웅
에델로즈의 대표로 마정진의 아들.
- 노리즈키 코우 (法月 皇)/마정진

- 성우 : 나카오 류세이/남도형
에델로즈 재단의 이사장으로 마성진의 아버지.

### 디어 크라운 (Dear Crown)
- 미하마 나츠코 (神浜 奈津子)/하혜란

- 성우 : 요네자와 마도카/서지연
은시우의 어머니로 디어크라운의 사장.

### 주역들의 가족
- 아야세 류노스케 (彩瀬 龍之介)/한선주

- 성우 : 치바 스스무/남도형
한나루의 아버지로 동화작가.
- 아야세 포에무 (彩瀬 詩夢)/정유진

- 성우 : 유즈키 료카/안영미
한나루의 어머니로 그림책 작가.
- 후쿠하라 센타로 (福原 煎太郎)/김영두

- 성우 : 미야케 켄타/이원찬
김아람의 아버지이자 센베이 가게인 '福々堂 (후쿠후쿠도)', 한국판은 한과 가게인 '동우한과'의 주인. 완고한 성격으로 아람이가 케이크나 쿠키 따위를 만드는 것을 좋아하지 않아 아람이의 진로 문제를 두고 자주 대립하고 있다.
- 후쿠하라 유리코 (福原 百合子)/유화정

- 성우 : 하야미즈 리사/배정미
김아람의 어머니로 온화하고 예절바른 사람이며 현명한 성격으로 항상 아람이를 걱정하고 있다.
- 후쿠하라 메리 (福原 メアリー)

- 성우 : 히다카 노리코/이선호
김아람의 친할머니.
- 스즈노 겐 (涼野 弦)/강건

- 성우 : 콘도 타카시/엄상현
강이음의 아버지로 'Lucky Star'라는 이름의 작은 공연장을 운영하고 있다. 과거에 전설적인 기타리스트였지만 6년 전에 있었던 갑작스런 의문의 교통사고로 오른손을 다친 이후 연주를 그만두었다고 한다.
- 스즈노 츠루 (涼野 鶴)/한수진

- 성우 : 아스미 카나/김현지
강이음의 어머니로 섬유 디자이너이자 지금은 피치못할 사정 때문에 이음과 떨어져 제주도에서 지내고 있지만 남편을 사랑하는 마음은 여전한 듯 하다.
- 스즈노 유우 (涼野 ユウ)/강얼

- 성우 : 타카야마 미나미/이선호 (꿈의 라이브 프리즘스톤), 우치다 유우마/탁원정 (킹 오브 프리즘)
강이음의 남동생으로 수진과 같이 살고 있다. 인터넷으로 프리즘 쇼 보는 것을 좋아하며 해피레인의 활약상에 관해서도 잘 알고 있는 듯하며 캐스터네츠로 연주하는 것을 좋아한다.
- 렌죠지 유키히데 (蓮城寺 行秀)/류현민

- 성우 : 치바 시게루/사성웅
류빈의 아버지이자 자상한 성격으로 항상 해외로 출장 중이었던 경우가 잦았다.
- 렌죠지 리츠 (蓮城寺 律)/양수려

- 성우 : 소우미 요코/서지연
류빈의 어머니이자 독단적인 성격의 소유자로 빈이 모든 방면에서 완벽하기를 강요하다시피 하지만 빈이의 프리즘 쇼를 지켜보면서 자신의 딸의 능력을 인정하기 시작한다.
- 타카나시 소우시 (小鳥遊 そうし)/송시온

- 성우 : 노지마 히로후미/엄상현
송온유의 아버지로 직업은 조향사이며 배려심 많은 성격의 소유자.
- 타카나시 오토기 (小鳥遊 おとぎ)/신미주

- 성우 : 김향리/배주영
송온유의 어머니로 어머니로 출판사에 근무하고 있으며 송시온과 마찬가지로 배려심 많은 성격.
- 모리조노 타카시 (森園 正)/채일만

- 성우 : 노무라 켄지/남도형
채우리의 아버지로 강압적인 성격의 소유자. 우리가 어렸을 적에 업무 때문에 전근이 잦았다.
- 모리조노 후타바 (森園 フタバ)/도우미

- 성우 : 후지무라 아유미/박신희
채우리의 어머니로 순종적인 성격의 소유자이지만 과거에는 전직 여성 조직 폭력배였다.
- 남애리

- 성우 : 에노키 아즈사/안영미 (꿈의 라이브 프리즘스톤), 서지연 (킹 오브 프리즘)
신도하의 어머니
- 미하마 타케유키 (神浜 丈幸)/은선우

- 성우 : 하타노 와타루/남도형
은시우의 아버지이자 전설적인 밴드였던 럭키스타 출신으로 과거에는 강이음의 아버지인 강건과 더불어 지금까지 6년동안 밴드활동을 했었지만 갑작스런 의문의 교통사고를 당해 사망했다.

### 기타
- 히무로 히지리 (氷室 聖)/백루한

- 성우 : 세키 토시히코/이원찬
프리즘 쇼 협회(Prism Show Association)의 회장이자 과거 유명한 프리즘 스타였고 프리즘 쇼에 대한 애정이 남다르며 지금은 에델로즈를 중심으로 경직되어 버린 프리즘 쇼 세계를 부흥시키기 위해, 그리고 프리즘 쇼 대회가 열릴 때마다 신비와 함께 대회를 관람하며 신비가 다시 프리즘 쇼에 마음을 열 수 있도록 노력을 아끼지 않는다.
- 아카이 메가네에 (赤井めが姉ぇ)/매기

- 성우 : 이토 카나에/배주영
프리즘 공간의 안내자로 디자이너들이 제작한 의상을 프리즘스톤으로 옮기거나 프리즘스톤에 담긴 의상을 프리즘스타에게 입히는 역할을 한다.
- 박미진

한나루네 반 담임선생님
- 임지효

한나루네 반 친구
- 김민경

한나루네 반 친구
- 타나카 씨 (田中さん)/제임스

- 성우 : 미야케 켄타/남도형
은시우와 같은 건물에서 살고 있는 듯한 소년. 소년이지만 마치 중년 남성같은 외모를 가지고 있다.

## 세션
- 드리밍 세션
- 프리즘 데이즈 세션
- 하트비트 세션
- 윈터 화이트 세션
- 오버 더 레인보우 세션

## 삽입곡
〈쏟아지는 HAPPY!〉
-작곡/작사: 야마하라 카즈히로, 미에노 히토미
-가사번안: 정다형
-노래: 김현지, 안영미
-코러스: 김현진
해피레인이 부른 노래로 오프닝곡으로 사용되었다. 본편에서는 26회부터 등장한다.
〈Gift〉
-작곡/작사: 사이토 츠네요시, 미에노 히토미
-가사번안: 정다형
-노래: 김현지
린네의 마이송으로 엔딩곡으로 사용되었다. 본편에서는 9회부터 등장한다.
〈Boy Meets Girl〉
프리즘 쇼에 사용되는 음악으로 1회부터 등장한다.
〈Reboot〉
은시우가 옥상 위에서 부르던 노래로 1회부터 등장한다.
〈해피나루송〉
은시우가 한나루를 위해 지은 곡으로 5회부터 등장한다.
〈BT 37.5〉
강이음이 직접 지은 마이송으로 6회부터 등장한다.
〈Sweet Time Cooking Magic〉
김아람의 마이송으로 아람이가 세찬이에게 선물로 받은 곡이다. 7회부터 등장한다.
〈Vanity♥Colon〉
송온유의 마이송으로 11회부터 등장한다.
〈Blowin' in the Mind〉
채우리의 마이송으로 12회부터 등장한다.
〈Get Music!〉
류빈의 마이송으로 13회부터 등장한다.
〈Pride〉
신도하의 마이송으로 18회부터 등장한다.
〈Rossette Nebula〉
벨로즈의 노래로 25회부터 등장한다.
〈Freedom〉
윤세찬의 마이송으로 31회부터 등장한다.
〈Nth Color〉
신비의 마이송으로 32회부터 등장한다.
〈Cherry-Picking Days〉
김아람과 채우리의 듀엣송으로 36회부터 등장한다.
〈ALIVE〉
강이음과 송온유의 듀엣송으로 37회부터 등장한다.
〈Little Wing & Beautiful Pride〉
한나루와 류빈의 듀엣송으로 38회부터 등장한다.
〈Sevendays Love Sevendays Friend〉
린네와 신비의 듀엣송으로 43회부터 등장한다.
〈EZ DO DANCE〉
구준혁(DJ.COO)의 마이송으로 18화에 잠시 배경음악으로 나왔다가 44회부터 등장한다.
〈Athletic Core〉
오버 더 레인보우의 노래로 51회에 등장한다.

## 작품 발표회

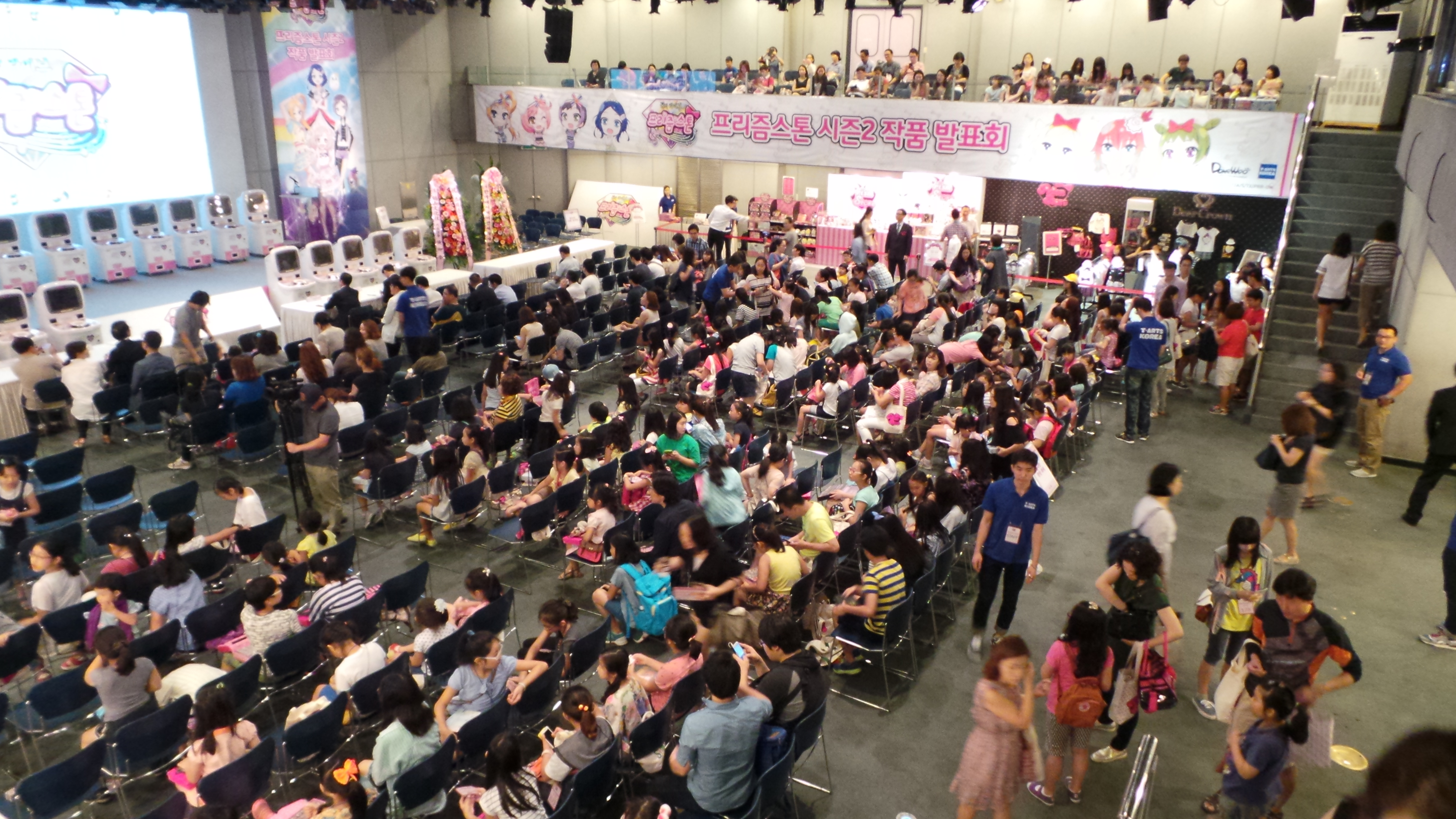
2014년 8월 14일 서울시 대치동의 CMG섬유센터에서 열린 꿈의 라이브 프리즘스톤 작품발표회 및 프리즘스톤 게임대회 당시 몰려든 인파

아직 본편이 SBS를 통해 방영되기 전인 2014년 8월 14일, 서울 강남구에 있는 CMG섬유센터에서 〈꿈의 라이브 프리즘스톤〉의 작품발표회가 열렸다. 일반적인 애니메이션 제작발표회가 애니메이션 및 캐릭터 업계 관계자들이 참석한 가운데 이루어지는 것과는 다르게, 이 발표회는 전국 게임대회를 겸하고 있었기 때문에 게임대회 참가자와 그 가족 등 수백 명에 달하는 일반인이 참석하였다. 이날 작품발표회는 김영두 동우A&E 대표와 우사미 히로유키 다카라토미 사장의 축사 이후, 작품 소개와 사업 전개 방향, 출시 예정 상품 등에 관해 약 25분 가량에 걸쳐 다루었다. 또한 행사장 한켠에서는 앞으로 출시가 예정된 관련 상품과, 이 작품의 원작인 아케이드 게임 〈꿈의 라이브 프리즘스톤〉의 체험행사도 이루어졌다.

## 한국판 실사 영상 - 〈미션노트〉
매 이야기 끝 부분에 방송되는 순서로 회당 약 4~5분 가량의 길이이며 어린 피겨스케이팅 유망주들이 출연하여 작품에 등장한 빙상 위 공연 장면을 실제로 재현하는 것이다. 본 내용은 나루가 편지로 하나씩 전달해 주는 임무를 어린이들이 수행해 나가는 방식으로 꾸며져 있다. Boy Meets Girl편까지는 제목이 〈도전! 프리즘스타〉였으나 Gift편부터 제목이 바뀌었다.
| 회차 | 제목                       | 출연                                | 내용                                                                           |
| ---- | -------------------------- | ----------------------------------- | ------------------------------------------------------------------------------ |
| 1    | 출연자 및 지도자 간략 소개 | 출연자 및 지도자 간략 소개          | 출연자 및 지도자 간략 소개                                                     |
| 2    | Boy Meets Girl 1회         | 지도: 문윤선 도전자: 강연우, 박주희 | Boy Meets Girl을 듣고 노래의 분위기와 감성을 자신만의 표정으로 표현하기        |
| 3    | Boy Meets Girl 2회         | 지도: 문윤선 도전자: 강연우, 박주희 | Boy Meets Girl의 포인트 안무 따라하기                                          |
| 4    | Boy Meets Girl 3회         | 지도: 문윤선 도전자: 강연우, 박주희 | 악셀 기술 완성하기                                                             |
| 5    | Boy Meets Girl 4회         | 지도: 문윤선 도전자: 강연우, 박주희 | 레이백 스핀 기술 완성하기                                                      |
| 6    | Boy Meets Girl 5회         | 지도: 문윤선 도전자: 강연우, 박주희 | 소중한 사람에게 전달할 프리즘 쇼 초대장 만들기                                 |
| 7    | Boy Meets Girl 6회         | 지도: 문윤선 도전자: 강연우, 박주희 | 메이크업 전문가를 찾아가 머리모양과 화장 콘셉트에 대해 설명한 뒤 메이크업 받기 |
| 8    | Boy Meets Girl 7회         | 지도: 문윤선 도전자: 강연우, 박주희 | Boy Meets Girl로 프리즘 쇼                                                     |
| 9    | Gift 1회                   | 지도: 김현정 도전자: 김민수, 김민승 | 자매끼리 얼마나 마음이 잘 통하는지 텔레파시 게임을 통해 보여주기               |
| 10   | Gift 2회                   | 지도: 김현정 도전자: 김민수, 김민승 | Gift의 안무 연습하기                                                           |
| 11   | Gift 3회                   | 지도: 김현정 도전자: 김민수, 김민승 | 지상에서 스파이럴 자세로 20초 이상 버티기                                      |
| 12   | Gift 4회                   | 지도: 김현정 도전자: 김민수, 김민승 | 지정된 자리에서 콤비네이션 스핀 돌기                                           |
| 13   | Gift 5회                   | 지도: 김현정 도전자: 김민수, 김민승 | 'Gift' 노래를 이해하기 위해 자신에게 가장 소중한 물건을 다른 사람에게 선물하기 |
| 14   | Gift 6회                   | 지도: 김현정 도전자: 김민수, 김민승 | Gift로 프리즘 쇼                                                               |
| 15   | 해피나루송 1회             | 지도: 문윤선 도전자: 김리현, 황지영 | 아이스핀 습득하기                                                              |
| 16   | 해피나루송 2회             | 지도: 문윤선 도전자: 김리현, 황지영 | '스피너'(skate spinner)를 사용하여 지상에서 스핀 연습하기                      |
| 17   | 해피나루송 3회             | 지도: 문윤선 도전자: 김리현, 황지영 | 정확한 자세로 더블 살코 점프 성공하기                                          |
| 18   | 해피나루송 4회             | 지도: 문윤선 도전자: 김리현, 황지영 | 지상에서 도넛 스핀 연습하기                                                    |
| 19   | 해피나루송 5회             | 지도: 문윤선 도전자: 김리현, 황지영 | 빙상에서 도넛 스핀 연습하기                                                    |
| 20   | 해피나루송 6회             | 지도: 문윤선 도전자: 김리현, 황지영 | 해피나루송 안무 연습하기                                                       |
| 21   | 해피나루송 7회             | 지도: 문윤선 도전자: 김리현, 황지영 | 해피나루송으로 프리즘 쇼                                                       |
| 22   | Rossette Nebula 1회        | 지도: 문윤선 도전자: 강보민, 서호민 | 보민이 호민에게 악셀 점프 배우기                                               |
| 23   | Rossette Nebula 2회        | 지도: 문윤선 도전자: 강보민, 서호민 | 보민이 호민에게 악셀 점프 배우기 (계속)                                        |
| 24   | Rossette Nebula 3회        | 지도: 문윤선 도전자: 강보민, 서호민 | 보민의 악셀 점프 도전                                                          |
| 25   | Rossette Nebula 4회        | 지도: 문윤선 도전자: 강보민, 서호민 | 호민이 트리플 룹 점프 완성하기                                                 |
| 26   | Rossette Nebula 5회        | 지도: 문윤선 도전자: 강보민, 서호민 | Rossette Nebula로 프리즘 쇼                                                    |
| 27   | 쏟아지는 HAPPY 1회         | 지도: 김현정 도전자: 박소연, 전민서 | 코치님 끌고 레이스 하기                                                        |
| 28   | 쏟아지는 HAPPY 2회         | 지도: 김현정 도전자: 박소연, 전민서 | 더블 러츠 점프 도전하기                                                        |
| 29   | 쏟아지는 HAPPY 3회         | 지도: 김현정 도전자: 박소연, 전민서 | 모호크 스텝 도전하기                                                           |
| 30   | 쏟아지는 HAPPY 4회         | 지도: 김현정 도전자: 박소연, 전민서 | 플라잉 카멜 스핀 도전하기                                                      |
| 31   | 쏟아지는 HAPPY 5회         | 지도: 김현정 도전자: 박소연, 전민서 | 비엘만 스핀 연습에 앞서 유연성 훈련하기                                        |
| 32   | 쏟아지는 HAPPY 6회         | 지도: 김현정 도전자: 박소연, 전민서 | 비엘만 스핀 도전하기                                                           |
| 33   | 쏟아지는 HAPPY 7회         | 지도: 김현정 도전자: 박소연, 전민서 | 트위즐 스텝 도전하기                                                           |
| 34   | 쏟아지는 HAPPY 8회         | 지도: 김현정 도전자: 박소연, 전민서 | 쏟아지는 HAPPY! 안무 연습하기                                                  |
| 35   | 쏟아지는 HAPPY 9회         | 지도: 김현정 도전자: 박소연, 전민서 | 쏟아지는 HAPPY!로 프리즘 쇼                                                    |
| 36   | ALIVE 1회                  | 지도: 이규철 도전자: 김유준, 김예은 | 아이스 댄스 기본 포지션 배우기                                                 |
| 37   | ALIVE 2회                  | 지도: 이규철 도전자: 김유준, 김예은 | 스윙 스텝(swing step) 배우기                                                   |
| 38   | ALIVE 3회                  | 지도: 이규철 도전자: 김유준, 김예은 | 두 사람이 동시에 콤비네이션 스핀 돌기                                          |
| 39   | ALIVE 4회                  | 지도: 이규철 도전자: 김유준, 김예은 | 댄스 스파이럴(dance spiral) 배우기                                             |
| 40   | ALIVE 5회                  | 지도: 이규철 도전자: 김유준, 김예은 | 더블 플립 점프 도전하기                                                        |
| 41   | ALIVE 6회                  | 지도: 이규철 도전자: 김유준, 김예은 | 플라잉 카멜 스핀 도전하기, Alive 안무 배우기                                   |
| 42   | ALIVE 7회                  | 지도: 이규철 도전자: 김유준, 김예은 | Alive로 프리즘 쇼                                                              |
| 43   | Nth Color 1회              | 지도: 김현정 도전자: 온정용, 안정원 | 멋진 점프를 위한 기초 훈련하기                                                 |
| 44   | Nth Color 2회              | 지도: 김현정 도전자: 온정용, 안정원 | 더블 루프 점프 도전하기                                                        |
| 45   | Nth Color 3회              | 지도: 김현정 도전자: 온정용, 안정원 | 연속 점프(sequence jump) 도전하기                                              |
| 46   | Nth Color 4회              | 지도: 김현정 도전자: 온정용, 안정원 | 브로큰 레그 스핀 도전하기                                                      |
| 47   | Nth Color 5회              | 지도: 김현정 도전자: 온정용, 안정원 | 일루전 스텝 및 일루전 스핀 도전하기                                            |
| 48   | Nth Color 6회              | 지도: 김현정 도전자: 온정용, 안정원 | 런지와 이나 바우어 도전하기                                                    |
| 49   | Nth Color 7회              | 지도: 김현정 도전자: 온정용, 안정원 | Nth Color 안무 배우기                                                          |
| 50   | Nth Color 8회              | 지도: 김현정 도전자: 온정용, 안정원 | Nth Color로 프리즘 쇼                                                          |
| 51   | 그동안의 내용 정리         | 그동안의 내용 정리                  | 그동안의 내용 정리                                                             |

## 제작진
- 제작: 꿈의 라이브 프리즘스톤 제작위원회
- 기획: 민인식, 전수진, 김영두, 카와사키 유키오, 코노스 타카시
- 책임프로듀서: 김재영
- 총감독: 안재호
- 감독: 히시다 마사카즈
- 프로듀서: 하혜란, 타카야바시 요스케, 타카하시 토모코, 쿠보 와타루
- 제작 프로듀서: 이현구
- 애니메이션 프로듀서: 나진용, 요시다 쇼이치
- 시나리오: 이우치 슈지
- 스토리보드: 최훈철, 박치만, 성원용, 송근식
- 캐릭터디자인: 차상훈, 마츠우라 아이
- 소품디자인: 김영범, 사이토 리에, 나카야마 하츠에, 오가와 히로시
- 배경감독: 이회영
- 배경디자인: 이원구
- 색채설계: 양민아
- 애니메이션 연출: 전병철, 안재호, 최훈철, 김진구, 한영훈, 류봉현, 나기철, 박치만, 김진국
- 작화감독: 차상훈, 김현옥
- 레이아웃: 전병철, 김기엽, 김용선, 곽수현, 최영희, 안재호, 최낙진, 전병곤, 김명심, 김유천, 나기철, 최훈철, 최선희, 장재용, 김명희, 권희재, 류봉현, 김진구, 서병진, 황미영, 박치만, 한영훈, 강부영, 이세보, 정진영, 오두형, 하윤정, 이미경
- 원화제작: 전병철, 김기엽, 김용선, 곽수현, 최영희, 안재호, 최낙진, 전병곤, 김명심, 김유천, 나기철, 최훈철, 최선희, 장재용, 김명희, 권희재, 류봉현, 김진구, 서병진, 황미영, 박치만, 한영훈, 강부영, 이세보, 정진영, 오두형, 하윤정, 이미경
- 동화제작: 문수정, 김인정, 정기순, 임형석, 임은석, 안민미, 최은영, 이지연, 장희정
- 컬러링: 배정자, 최현지, 이미현, 김희경, 최은미
- 배경제작: 서태원, 이성기, 이원구, 김수경, 허숙, 이호준, 이정환, 서의정
- 파이널체크: 최선호, 유명희, 김경호
- 촬영감독: 김강옥, 허태희
- 촬영: 박지원, 최덕규, 장종섭, 유한글, 구동필, 강희창, 서혜원, 임지윤, 양주희, 최은주, 이진영, 이미경, 구동필
- 영상편집: 이영민
- 제작진행: 김구, 최두현, 임지효, 김민경
- 프리즘쇼 연출: 쿄고쿠 타카히코
- CG디렉터: 오토베 요시히로

- 포스트프로덕션: WSound
- 포스트프로덕션 감독, 우리말연출: 이영진
- 오디오감독: 한탁균
- 녹음 대본: 허숙
- 성우: 김현지, 이선호, 배정미, 배주영, 박신희, 서지연, 안영미, 엄상현, 사성웅, 이원찬, 남도형
- 노래: 김현지, 박신희, 안영미, 배정미, 서지연, 남도형, 이원찬, 신동희(뮤지컬 배우), 이보라(뮤지컬 배우), 김현진(가수)
- 믹싱: MK. Lee

〈프리즘스톤 미션노트〉
- 제작: (주)키네프로
- 촬영: 김재원, 이영광
- 연출: 김재원
- 조연출: 천은재
- 글/구성: 최별
- 진행: 장하은, 김수영
- 출연: 김현정, 문윤선, 이규철, 강연우, 박주희, 김민수, 김민승, 김리현, 황지영, 강보민, 서호민, 박소연, 전민서, 김예은, 김유준, 안정원, 온정용
- 장소협조: 광운대학교 아이스링크, 카페 베르데, 고양 어울림누리 아이스링크, 헤라 메이크업 아카데미

- 사업/마케팅: 이세은, 정유진, 정다형, 이원석, 한준엽, 김태욱, 김보람
- 공동사업: (주)티아츠코리아
- 기술감독: 이선복, 김용인, 장근선, 김홍규, 최정문, 권호식, 양승원
- 음향감독: 이형원, 박근태, 김종한
- 종합편집: 최동찬, 이선복, 권호식, 황적현, 김홍규, 장근선, 김용인, 최군효, 황현표, 조영훈
- 영상: 최정문, 김주연
- 음향: 박근태, 김종한, 정원요
- 녹화: 노경남, 최은화, 백길현, 김성재
- C.G: 한혜원
- 조연출: 김수영

- 애니메이션 공동제작: 동우A&E(주), (주)타츠노코프로

## 방영 목록
| 회차           | 제목                              | 방송일[SBS 채널] |
| -------------- | --------------------------------- | ---------------- |
| 제01화         | 한나루, 프리즘스톤의 점장이 되다! | 2014년 9월 1일   |
| 제02화         | 디저트는 아람이에게 맡겨줘!       | 2014년 9월 2일   |
| 제03화         | 크로스! 강이음을 영입하라!        | 2014년 9월 15일  |
| 제04화         | 부활절 이벤트에 초대합니다!       | 2014년 9월 16일  |
| 제05화         | 행복을 부르는 노래!               | 2014년 9월 22일  |
| 제06화         | 냉정과 열정 사이                  | 2014년 9월 22일  |
| 제07화         | 호랑이 아빠에게 케이크 매직!      | 2014년 9월 29일  |
| 제08화         | 사나이들의 댄스 대결!             | 2014년 9월 29일  |
| 제09화         | 빗속의 프리즘 라이브              | 2014년 10월 7일  |
| 제10화         | 의문의 생물 출현!                 | 2014년 10월 7일  |
| 제11화         | 출발, 드리밍 세션!                | 2014년 10월 13일 |
| 제12화         | 날아올라라! 용기의 날개!          | 2014년 10월 14일 |
| 제13화         | 마음을 잇는 무지개다리!           | 2014년 10월 20일 |
| 제14화         | 린네의 비밀!                      | 2014년 10월 21일 |
| 제15화         | 온유의 메르헨 다과회!             | 2014년 10월 27일 |
| 제16화         | 채우리, 실패해도 괜찮아! 냥!      | 2014년 10월 28일 |
| 제17화         | 류빈, 우아하고 강하게 피어나라!   | 2014년 11월 3일  |
| 제18화         | 최강 아이돌, 그 이름은 신도하!    | 2014년 11월 4일  |
| 제19화         | 마음을 이어주는 끈!               | 2014년 11월 10일 |
| 제20화         | 하나 되어, 프리즘 데이즈 세션!    | 2014년 11월 11일 |
| 제21화         | 두 번째 오디션!                   | 2014년 11월 17일 |
| 제22화         | 약속과 스페셜 샌드위치!           | 2014년 11월 18일 |
| 제23화         | 추억을 나르는 프리즘의 바람!      | 2014년 11월 24일 |
| 제24화         | 고독한 여왕!                      | 2014년 11월 25일 |
| 제25화         | 아름다운 장미, 벨로즈!            | 2014년 12월 1일  |
| 제26화         | 무지개를 부르는 해피레인!         | 2014년 12월 2일  |
| 제27화         | 피콕 선생님 화나다!               | 2014년 12월 8일  |
| 제28화         | 두근두근 프리즘 토크!             | 2014년 12월 9일  |
| 제29화         | 빈, 프리즘스톤의 점장이 되다!     | 2014년 12월 15일 |
| 제30화         | 맹세의 크로스로드!                | 2014년 12월 16일 |
| 제31화         | 승리보다 중요한 것! 프리덤!       | 2014년 12월 22일 |
| 제32화         | 프리즘 퀸의 귀환                  | 2014년 12월 23일 |
| 제33화         | 솔직하게 부딪쳐보는 거야          | 2014년 12월 29일 |
| 제34화         | 손을 잡고 하나되어!               | 2014년 12월 30일 |
| 제35화         | 갈팡질팡 듀오 결성!               | 2015년 1월 5일   |
| 제36화         | 파자마 파티로 의기투합!           | 2015년 1월 6일   |
| 제37화         | 슬픔의 럭키 스타!                 | 2015년 1월 12일  |
| 제38화         | 크리스마스의 기적!                | 2015년 1월 19일  |
| 제39화         | 무지개 온천의 진실!               | 2015년 1월 20일  |
| 제40화         | 개막! 윈터 화이트 세션!           | 2015년 1월 26일  |
| 제41화         | 별이 이어준 인연!                 | 2015년 1월 27일  |
| 제42화         | 나루의 위기, 사라진 러블린!       | 2015년 2월 2일   |
| 제43화         | 천사의 결심!                      | 2015년 2월 3일   |
| 제44화         | 일곱 빛깔 구세주!                 | 2015년 2월 9일   |
| 제45화         | 장미의 혁명!                      | 2015년 2월 10일  |
| 제46화         | 대망의 오버 더 레인보우!          | 2015년 2월 16일  |
| 제47화         | 행복의 별, 럭키스타!              | 2015년 2월 17일  |
| 제48화         | 꿈을 향해, 나답게, 자신 있게!     | 2015년 2월 23일  |
| 제49화         | 생명이 다할 때까지!               | 2015년 2월 24일  |
| 제50화         | 반짝임은 언제나 우리곁에...!      | 2015년 3월 2일   |
| 제51화[최종회] | 선물!                             | 2015년 3월 3일   |

## 같이 보기
- 프리티 리듬
- 프리티 리듬: 오로라 드림
- 꿈의 보석 프리즘스톤